# Worst Week
Worst Week (em português:  Uma Semana do Pior) é uma série de televisão americana que foi originalmente exibida na CBS em 22 de setembro de 2008 a 6 de junho de 2009. A série foi baseada no seriado britânico The Worst Week of My Life. Foi adaptada para o público americano pela FOX, com o título Worst Week of My Life, mas uma série não se materializou depois do piloto foi filmado.
A série foi ao ar na CBS as Segundas-feiras às 21:30, na sequência de Dois Homens e meio. A estréia atraiu 11 milhões de telespectadores, mas perdeu um terço de sua liderança em audiência. Ratings caiu para uma baixa de 8,4 milhões de espectadores com o sexto episódio, então começou a subir de forma constante. Eles atingiram uma alta de 12,12 milhões de espectadores com o décimo primeiro episódio, mas recusou depois. O episódio final intitulado "The Epidural", foi exibido em 16 de fevereiro de 2009.
Em 20 de maio de 2009, a CBS anunciou sua programação nova temporada e cancelou Worst Week. Um episódio não exibido anteriormente intitulado "The Party" foi ao ar em 6 de junho de 2009. A série com o nome "Uma Semana do Pior" estreou em Portugal no canal FOX Life em Outubro de 2009.
No Brasil, a série, ainda inédita e que ganhou o título "Semana Infernal", é exibida pelo canal SBT, às 03:00 da madrugada de quinta para sexta.

## Premissa
A mostra centra-se em Sam Briggs (Kyle Bornheimer), que tende a atrair problemas. A sorte dele é pior do que ninguém, e coisas ruins acontecem com ele em rápida sucessão. Ele é apaixonado, mas ainda não casado com Melanie Clayton (Erinn Hayes), e os dois estão esperando um filho. Quebrando a notícia a seus pais Angela (Nancy Lenehan) e Dick (Kurtwood Smith) é apenas um dilema que enfrentam nos episódios iniciais.

## Episódios
| # | #  | Título          | Data  | Código                  | Público |
| --- | -- | --------------- | ----- | ----------------------- | ------- |
| 1 | 1  | "Pilot"         | 11.4  | 22 de setembro de 2008  | 101     |
| Sam e Mel pensam contar aos seus pais que vão ser avós depois de um jantar tranquilo. Contudo, quando Sam perde o comboio para casa, o jantar começa a não correr como inicialmente previsto. |    |                 |       |                         |         |
| 2 | 2  | "The Bird"      | 9.31  | 29 de setembro de 2008  | 102     |
| Sam tenta uma forma diferente de conseguir o consentimento de Dick: impressionar a sua esposa, Angela. No entanto, os seus planos saem furados quando as aves premiadas de Dick entram no esquema. |    |                 |       |                         |         |
| 3 | 3  | "The Monitor"   | 8.79  | 6 de outubro de 2008    | 103     |
| Adam, um amigo de Sam, visita a casa dos Clayton e apaixona-se imediatamente pela irmã de Mel. |    |                 |       |                         |         |
| 4 | 4  | "The Truck"     | 9.78  | 13 de Outubro de 2008   | 104     |
| Sam e Mel continuam a manter o seu segredo nupcial a salvo. Contudo, a “bomba” explode em frente a toda a família Clayton. |    |                 |       |                         |         |
| 5 | 5  | "The Club"      | 9.90  | 20 de Outubro de 2008   | 105     |
| Depois de ter convidado demasiados colegas de trabalho para o casamento, Sam inventa uma mentira um tanto ao quanto arriscada. |    |                 |       |                         |         |
| 6 | 6  | "The Ring"      | 8.40  | 3 de Novembro de 2008   | 106     |
| Melanie e Sam recebem uma jóia de família para selarem o seu casamento. A situação complica-se quando Sam perde o anel. |    |                 |       |                         |         |
| 7 | 7  | "The Vows"      | 9.62  | 10 de Novembro de 2008  | 107     |
| Sam tenta impressionar o celebrante da família Clayton. |    |                 |       |                         |         |
| 8 | 8  | "The Cake"      | 10.37 | 7 de Novembro de 2008   | 108     |
| Os "compadres" conhecem-se finalmente quando os pais de Sam se encontram com os de Mel. |    |                 |       |                         |         |
| 9 | 9  | "The Wedding"   | 10.35 | 24 de Novembro de 2008  | 109     |
| Sam tem que resolver uma discussão entre Mel e Angela. |    |                 |       |                         |         |
| 10 | 10 | "The Apartment" | 10.60 | 8 de Dezembro de 2008   | 110     |
| Dick e Angela vão visitar Sam e Mel. Quando Angela fica a saber que Sam foi mostrar o apartamento de cima a potenciais arrendatários, tenta que Sam e Mel fiquem amigos dos novos vizinhos para depois os poderem ajudar com o bebé. Sam e Mel têm que provar a Angela que não precisam da sua ajuda. |    |                 |       |                         |         |
| 11 | 11 | "The Gift"      | 12.12 | ASA                     | 111     |
| Sam descobre que Dick dá o mesmo presente de Natal a Angela todos os anos e decide remediar a situação oferecendo-se para ajudar Dick a escolher o presente perfeito. Como esperado, o plano não corre pelo melhor.                                                                                   |    |                 |       |                         |         |
| 12 | 12 | "The Article"   | 10.45 | 12 de Janeiro de 2009   | 112     |
| Depois de Sam ter visto Angela no ginecologista, por acidente, tenta lidar com a situação e decide escrever o que sente. No entanto, o texto vai parar às mãos erradas. |    |                 |       |                         |         |
| 13 | 13 | "The Puppy"     | 9.58  | 19 de Janeiro de 2009   | 113     |
| O nascimento de uma ninhada de cachorros deixa Sam apreensivo e sem saber se será capaz de lidar com o nascimento do seu filho. |    |                 |       |                         |         |
| 14 | 14 | "The Sex"       | 10.4  | 2 de Fevereiro de 2009  | 101     |
| O sobrinho de Sam e Mel tira-lhes uma fotografia num momento mais íntimo e planeia exibi-la na exposição de fotografia da escola. |    |                 |       |                         |         |
| 15 | 15 | "The Epidural"  | 8.70  | 16 de Fevereiro de 2009 | 101     |
| Mel avisa Sam que entrou em trabalho de parto mas, de alguma forma, Sam engana-se e leva Mel para outro hospital. |    |                 |       |                         |         |
| 16 | 16 | "The Party"     | 1.91  | 6 de Junho de 2009      | 116     |
| Sam faz o seu melhor para ajudar os Clayton a organizarem a festa de aniversário de Dick mas acaba por perder um pouco da sua dignidade na tentativa de conseguir um resultado perfeito. |    |                 |       |                         |         |

## Elenco
- Kyle Bornheimer como Sam Briggs
- Erinn Hayes como Melanie Clayton
- Nancy Lenehan como Angela Clayton
- Kurtwood Smith como Dick Clayton

## Crítica
Verne Gay da Newsday graduados A e ele disse que "pode ser a melhor comédia nova rede de televisão nesta temporada".
Menos entusiasta foi da Tim Goodman San Francisco Chronicle, que disse: "Ainda há uma abundância de hard-ganhou (dirão alguns forçados) risos aqui e Bornheimer é um verdadeiro achado, você não pode ajudar, mas pergunto como é que vai manter o ritmo. Afinal, a série britânica durou apenas duas temporadas e teve apenas sete episódios de cada temporada … Então, como é CBS vai esticar isso em 22 episódios, sem esticá-lo muito fino? … Em muitos aspectos, Worst Week parece incapaz de ser feito em uma versão americana (houve tentativas anteriores que falharam), porque não só não o título faz sentido, mas não ter não uma recompensa para todos os malucos, tão dura aflições cármicas Sam será frustrante para a audiência… [É] é uma série que pode acabar sendo em uma trela curta".
Linda Stasi, do New York Post chamou-lhe "um dos piores novos shows da semana" e acrescentou: "Só um homem (ou um par deles) poderia ter pago muito dinheiro em Hollywood para chegar a uma tal o lame - rip-off e perpetuar a fantasia de que mulheres lindas não pode ajudar, mas para o amor fora de forma caras que fazem tudo errado".

## Lançamento em DVD
A Universal Studios Home Entertainment lançou um DVD da série completa.